# Alexandr Kliment
Alexandr Kliment (Turnov, 1929. január 30. – 2017. március 22.) cseh költő, író.

## Művei
Regények
- Marie (1960)
- Setkání před odjezdem (1963)
- Hodinky s vodotryskem
- Nuda v Čechách
- Basic love
- Šťastný život (1981)

Novelláskötetek
- Hodinky s vodotryskem (1965)
- Nuda v Čechách (1979)

Forgatókönyvek
- Marie (1964)
- Barometr (1969)
- De zonen van de admiraal (1970)
- Nicht einmal das halbe Leben (1973)
- De zonen van de admiraal (1970)
- Kígyók vára (Pevnost) (1994, rövidfilm)

## Magyarul
- Marie. Regény; ford. Ordódy Katalin; Szlovák Szépirodalmi Kiadó, Bratislava, 1963